# Lafayette (Schiff, 1930)
Die Lafayette war ein Motorschiff der Compagnie Générale Transatlantique.

## Geschichte
Sie wurde bei Chantiers & Ateliers de St. Nazaire in Penhoët gebaut. Die Kiellegung war im Mai 1929, die Jungfernfahrt am 17. Mai 1930. Die vier Motoren des Stahlschiffes stammten von MAN und ermöglichten eine Reisegeschwindigkeit von 17 bis 18 Knoten.
Die Lafayette nahm 1930 ihren Dienst auf der Strecke Le Havre-New York auf. Sie war zu ihrer Zeit das größte Motorschiff der französischen Handelsflotte und ein recht luxuriöses Fahrzeug, das zum Teil im Art-Déco-Stil ausgestattet war. Die Speisekarten wurden mit Originalradierungen von Georges Plasse geschmückt. Am 4. Mai 1938 brach bei Überholungsarbeiten im Trockendock von Le Havre ein Feuer auf dem Schiff aus, das nicht mehr unter Kontrolle zu bringen war. 30 Besatzungsmitglieder konnten im letzten Moment gerettet werden. Die Lafayette wurde am 10. Juni 1938 verkauft und 1939 in Rotterdam abgewrackt.

## Bekannte Passagiere
Thomas und Katia Mann benutzten die Lafayette für eine Überfahrt nach Amerika im Jahr 1935. Thomas Mann wurde damals zusammen mit Albert Einstein in Yale zum Ehrendoktor ernannt. Auf derselben Reise war er auch bei Franklin Delano Roosevelt im Weißen Haus eingeladen.
Von den Fahrten der Lafayette nach Spitzbergen ließ sich der Schriftsteller Robert Vercel inspirieren.